# Order Bharat Ratna
Order Bharat Ratna (hindi भारत रत्न) – najwyższe indyjskie odznaczenie cywilne (order), przyznawane przez prezydenta Indii.

## Historia
Ustanowione 2 stycznia 1954 przez pierwszego Prezydenta Indii Rajendrę Prasada wraz z trzema innymi odznaczeniami: Orderem Padma Vibhushan, Orderem Padma Bhushan i Orderem Padma Shri. Przyznawanie wszystkich tych odznaczeń zostało zawieszone w okresie od 13 lipca 1977 do 26 stycznia 1980. 
Order Bharat Ratna nadawany jest głównie obywatelom indyjskim za wybitne osiągnięcia artystyczne i naukowe, jak również pracę w administracji państwowej i działalność społeczną. Posiadaczom Orderu Bharat Ratna nie przysługuje żaden tytuł, ani żadne inne przywileje, ale mają oni zapewnione honorowe miejsce  w indyjskiej hierarchii społecznej.
Statut Orderu nie przewidywał nadań pośmiertnych. Być może wyjaśnia to, dlaczego orderu nigdy nie otrzymał Mahatma Gandhi – jeden z twórców współczesnej państwowości indyjskiej. Jednak w styczniu 1955 przepis umożliwiający nadania pośmiertne został dodany. Do 2010 było 12 nadań pośmiertnych, w tym w 1992 order otrzymał Subhas Czandra Bose, któremu jednak odznaczenie zostało odebrane ze względów prawnych. Był to jedyny taki przypadek w historii Indii.

## Opis odznaki
Początkowo odznakę orderu stanowił okrągły złoty medal o średnicy 35 mm z wizerunkiem słońca i inskrypcją: भारत रत्न (Bharat Ratna) wykonaną pismem dewanagari oraz wieńcem z kwiatów poniżej. Na rewersie znajdowało się godło państwowe Indii i dewiza orderu. Projekt ten został zmieniony po roku.
Obecnie odznaką orderu jest medal w kształcie liścia. Na awersie znajduje się słońce i napis: भारत रत्न (Bharat Ratna). Na rewersie znajduje się godło Indii i dewiza orderu. Order nosi się na szyi na białej wstążce o szerokości 50 mm.

## Odznaczeni
Pierwszym w historii Indii odznaczonym Orderem Bharat Ratna był indyjski naukowiec, laureat Nagrody Nobla w dziedzinie fizyki – Chandrasekhara Venkata Raman (1954), a ostatnim Pandit Bhimsen Gururaj Joshi – indyjski wokalista w hindustańskiej klasycznej tradycji (2008).
Do 2009 Order Bharat Ratna został przyznany 41. osobom. Lista odznaczonych obejmuje dwóch obcokrajowców i naturalizowaną Hinduskę. Spośród obcokrajowców order otrzymali Khan Abdul Ghaffar Khan – pakistański polityk, duchowy przywódca afgańskich i pakistańskich Patanów (1987) oraz Nelson Mandela – jeden z głównych przywódców ruchu przeciw apartheidowi (1990). W 1980 za pracę humanitarną, orderem została odznaczona Agnesë Gonxhe Bojaxhiu, powszechnie znana jako Matka Teresa z Kalkuty – naturalizowana obywatelka Indii.